# Peter Dahlqvist
Peter Dahlqvist (* 12. Januar 1956 in Borås) ist ein ehemaliger schwedischer Fußballspieler. Der Stürmer bestritt seine Karriere in seinem Heimatland und in den Niederlanden, wo er 1975 und 1976 die Meisterschaft gewann. 1976 kam er zu einem Länderspieleinsatz für die schwedische Nationalmannschaft.

## Werdegang
Dahlqvist spielte ab 1971 für den Göteborger Klub Örgryte IS in der Allsvenskan. Bei seinem Debüt am 17. Oktober 1971 war er mit einem Alter von 15 Jahren, 9 Monaten und 5 Tagen der jüngste Spieler in der höchsten Spielklasse bis dato, dieser Rekord hielt knapp 36 Jahre bis zum ersten Erstligaeinsatz von Nicklas Bärkroth 2007.
Bereits in der Spielzeit 1972 hatte sich Dahlqvist in der Wettkampfmannschaft etabliert, mit drei Saisontoren war er zudem hinter Pär-Olof Ohlsson und Lennart Ottordahl drittbester vereinsinterner Torschütze. In der folgenden Spielzeit verpasste er kein Saisonspiel und war mit nunmehr fünf Saisontoren hinter Ohlsson zweitbester Schütze des Klubs, dennoch stieg er mit dem Verein am Saisonende in die Zweitklassigkeit ab. Dort spielte er noch ein halbes Jahr, in dem er seine Trefferquote weiter verbesserte und bis zum Sommer sieben Tore erzielt hatte.
Ab Sommer 1974 stand Dahlqvist beim niederländischen Klub PSV Eindhoven unter Vertrag, wo bereits sein Landsmann Ralf Edström spielte. Mit drei Toren in 17 Saisonspielen trug er zum Gewinn des Meistertitels bei, im folgenden Jahr war er bei der Titelverteidigung in 24 Spielen fünfmal erfolgreich. Zudem gewann er mit der Mannschaft an der Seite von Willy van de Kerkhof, René van de Kerkhof, Adrie van Kraay und Huub Stevens 1976 das Double, durch ein Tor von Edström wurde das Endspiel um den KNVB-Pokal im April 1976 gegen Roda JC Kerkrade gewonnen. Vier Wochen später trat er bei der 1:2-Niederlage gegen Dänemark neben Björn Nordqvist, Ove Grahn, Ronnie Hellström und Kent Karlsson als Nationalspieler in Erscheinung, nach 76 Spielminuten wurde er durch Tommy Evesson ersetzt. Dies blieb sein einziger Länderspieleinsatz. 
1977 kehrte Dahlqvist nach 57 Spielen in der niederländischen Eredivisie, in denen er zwölf Tore erzielt hatte, zu Örgryte IS nach Schweden zurück. Für den Zweitligisten war er 1978 mit 15 und 1979 mit 18 Saisontoren jeweils zweistellig erfolgreich, der Wiederaufstieg in die Allsvenskan gelang jedoch erst am Ende der Spielzeit 1980. Drei Jahre lief er anschließend noch für die Göteborger in der höchsten Spielklasse auf.